# استراتيجية سياسية
تتناول الاستراتيجية السياسية السياسة من منظور استراتيجي. وهي، في الأساس، دراسة كيفية ابتكار السياسة واستخدامها في تحقيق هدف ما محدد.
يتناول هذا المقال بعضًا من هذه الأساليب كما لوحظت في الماضي والحاضر. ويمكن ملاحظة السياسة وما يرتبط بها من تكتيكات في كل جزء من حضارتنا تقريبًا.

## الأنواع

### التسوية
يمكن لمجموعتين الوصول إلى تسوية يحقق من خلالها كل طرف نجاحًا جزئيًا.

### تشويه السمعة
يتخذ المصوتون قرارات تستند جزئيًا إلى الكيفية التي يرون بها المناصرين والمعارضين لقضية ما.
وعن طريق تشويه سمعة المناصرين لقضية ما، يمكن إحباط هذه القضية، وإن كان هناك دعم كافٍ لها.
وبالمثل - لكن إلى مدى أقل - يمكن تعزيز القضية غير الشعبية عن طريق تشويه سمعة معارضيها. يُعرَف ذلك أيضًا بالشخصنة.

### البطولة
مثلما يمكن بيع المنتجات باستخدام الشخصيات الشهيرة للإعلان عنها، يمكن التلاعب في السياسة باستخدام الشخصيات الشهيرة والقدوة أيضًا.
ومن دوافع استخدام هذا التكتيك معدل النجاح الهائل الذي يحققه، كما أنه تكتيك مشترك لدى الأطراف المتنافسة في العديد من التنافسات.
من الدوافع الأخرى أيضًا فكرة أن النجاح يكون قائمًا على مزايا الشخصية الشهيرة أو القدوة، وليس القضية ذاتها.
ومن ثم، يمكن تحقيق الأهداف الغامضة أو غير الشعبية أيضًا.

### الدين
من النماذج التاريخية حق الملوك الإلهي, الذي اُستخدِم في العصر الحديث المبكر كوسيلة لفرض الولاء للحاكم؛ وإقامة كنيسة إنجلترا بواسطة الملك هنري الثامن ليتمكن من تطليق زوجته وإنجاب وريث للعرش؛ والدعم الذي منحه بعض اللوردات للإصلاح البروتستانتي بهدف الاستقلال عن الإمبراطورية الرومانية المقدسة؛ وإنشاء الكنائس الحكومية بواسطة ألمانيا النازية والصين الشيوعية في محاولة للتحكم في الملتزمين دينيًا. مثل هذه النماذج توضح استخدام الدين لتحقيق التقدم في الأهداف السياسية.

### الاسترضاء
إن إخبار الناس بأنهم يتمتعون بالذكاء أو الجمال أو أنهم على حق تمامًا مثّل ركيزة للتسويق والسياسة منذ زمن بعيد. أما إخبارهم بعكس ذلك، فهو عادةً أسرع الوسائل وأكثر نجاحًا في إبعادهم أو حتى تحويلهم إلى العدائية تجاه المتحدث. على الجانب الآخر، يُعَد الاسترضاء أسرع الوسائل وأكثر نجاحًا في بيع الترويج للأفكار أو المواقف، حيث يكون فضل الفكرة أو الموقف أقل أهمية بكثير إذا رُوِج له بشكل أكثر عقلانية. وترتبط هذه التقنية عادةً بتشويه السمعة في تدابير الدفع والجذب:
- استرضاء الجمهور المُستهدَف
- جعل الكلمات والأفعال في المسابقات تعبر ضمنيًا عن أن الجمهور المُستهدَف لا يتمتع بالذكاء أو الجمال أو ما إلى ذلك

فيخلق ذلك ولاءً فوريًا للمتحدث، وعداءً تجاه معارضيه.

### أخرى
تشمل التكتيكات السياسية الأخرى:
- التحول للاستواء تدريجيًا
- العرقلة